# Línea 327 (Buenos Aires)
La Línea 327 es una línea de colectivos del Área Metropolitana de Buenos Aires. Une la Estación San Antonio de Padua con el Barrio Güemes en la localidad de Francisco Álvarez en el Partido de Moreno. Es operada La Nueva Metropol a través de Libertador Metropolitana.

## Recorridos
Ramal 1 - Estación Padua-Barrio Güemes
- Ida a Barrio Güemes: desde Estación Padua, Ayacucho, J.A. Roca, Sáenz Peña, Centenario, Solís, C. Pellegrini, Colón, Chacabuco, Avenida Libertador, Estación Merlo, Moreno, Cervantes, Bicentenario, Deán Funes, Cachimayo, Filiberto, Bilbao, Atenas, Camino De La Ribera, Estaciónpaso Del Rey, Avenida Mitre, Estaciónmoreno, Martín Fierro, Ruta Nº 5, Estación La Reja, Estación Álvarez, Cruce Ferroviario, Las Montoneras, Tierra Del Fuego.
- Regreso a Estación Padua: desde Colónia, Vidt, Las Montoneras, Cruce Ferroviario, Ruta Nº 5, Estaciónálvarez, Estaciónla Reja, Pirovano, Estaciónmoreno, Uruguay, Avenida Mitre, Estaciónpaso Del Rey, Lucía Rueda, Avenida Rivadavia, Avenida De Rivera, Bilbao, Filiberto, Cachimayo, Deán Funes, Bicentenario, Balbín, Presidente Perón, Estación Merlo, Avenida Libertador, Maipú, Avellaneda, Mitre, San Martín, Centenario, Quintana, Avenida Rivadavia, Noguera, Volta, Directorio, Rivadavia, Estación Padua.

Ramal 2 - Estación Padua-Villa Escobar
- Ida a Villa Escobar: desde Estación Padua, Ayacucho, J.A. Roca, Sáenz Peña, Centenario, Solís, C. Pellegrini, Colón, Chacabuco, Avenida Libertador, Estación Merlo, Moreno, Cervantes, Bicentenario, Deán Funes, Cachimayo, Filiberto, Bilbao, Atenas, Camino De La Ribera, Estación Paso Del Rey, Avenida Mitre, Estación Moreno, Martín Fierro, Ruta Nº 5, Estaciónla Reja, Asunción, Estaciónálvarez, Avenida San Martín, Semana De Mayo, La Nación, Vidt, Hipócrates, Cellini, Tito Livio, Gualeguay, Tito Livio Hasta Coronel Suárez.
- Regreso a Estación Padua: desde Coronel Suárez, Tito Livio, Gualeguay, Tito Livio, Cellini, Hipócrates, Vidt, La Nación, Semana De Mayo, Avenida San Martín, Estación Álvarez, Asunción, Cruce Ferroviario, Estación La Reja, Pirovano, Estación Moreno, Uruguay, Avenida Mitre, Estación Paso Del Rey, Lucía Rueda, Avenida Rivadavia, Avenida De Rivera, Bilbao, Filiberto, Cachimayo, Deán Funes, Bicentenario Balbín, Presidente Perón, Estación Merlo, Avenida Libertador ,Maipú, Avellaneda, Mitre, San Martín, Centenario, Quintana, Noguera, Volta, Directorio, Avenida Rivadavia, Estación Padua.

Ramal 5: Estación Paso del Rey - B° Arco Iris
Ida B° Arco Iris: 
Desde ESTACIÓN PASO DEL REY, ZOCCOLA, REGULES, CÓRDOBA, puente cruce río, BILBAO, FRAGA, L. AGOTE, FILIBERTO, MONTALBO, PEYRET, BAUNES, CAMPICHUELO, DALTON, TELLIER, DESSY. -
Regreso a Estación Paso del Rey:  
Desde DESSY, TELLIER, DALTON, CAMPICHUELO, BAUNES, PEYRET, MONTALVO, FILIBERTO, BILBAO, puente crucerío, AVENIDA de RIVERA, LAS BARRANCAS, AVENIDA ALCORTA, ESTACIÓN PASO DEL REY. 
Ramal 8: Estación Padua – Paso del Rey
Ida a Estación Paso del Rey: 
Desde ESTACIÓN PADUA, PRESIDENTE PERÓN (AVENIDA RIVADAVIA), MORENO, ESTACIÓN MERLO, AVENIDA LIBERTADOR, RIOBAMBA, CÓRDOBA, PERÚ, AVENIDA CONSTITUCIÓN, AVENIDA SAN MARTÍN, GÓMEZ FRETES, AGUADO, 25 DE MAYO, ECHEVERRI, MUJICA, BACH, MOZART, RUTA 200, GABOTO, PEYRET, MONTALVO, FILIBERTO, BILBAO, AVENIDA de RIVERA, LAS BARRANCAS, AVENIDA ALCORTA, ESTACIÓN PASO DEL REY.
Regreso a Estación Padua: 
Desde ESTACIÓN PASO DEL REY, ALCORTA, ZOCCOLA, REGULES, CÓRDOBA, BILBAO, FRAGA, LUIS AGOTE, FILIBERTO, MONTALVO, PEYRET, GABOTO, ruta 200, MOZART, BACH, MUJICA, ECHEVERRI, 25 DE MAYO, AGUADO, GÓMEZ FRETES, LA SALADA, AVENIDA SAN MARTÍN, V. LOZA, J. CASTRO, CONSTITUCIÓN, PUCHEU, SALTA, MAIPÚ, AVENIDA LIBERTADOR, PRESIDENTE PERÓN, ESTACIÓN PADUA.
- Datos: Q5986231